# Света Анна (Шумен)
„Света Анна“ е източнокатолическа енория на Софийската епархия в град Шумен. Енорията е единствената източнокатолическа структура в Северна България и една от най-младите енория на епархията.

## История на енорията
Присъствието на източни католици в Шумен има още в началото на XX в. Повечето католици от Шумен са преселници от Беломорска Тракия, прогонени насилствено след 1913 г., когато започва обезбългаряването и прочистването на тази област от българи, дело на турците. След кратък престой в Тополовград, някои от католическите семейства се установяват в Шумен, и се събират на Литургия, благодарение на рода Елкови.
Според официалната статистика на Българската католическа църква от източен обред, през 1927 г. в Шумен са живеели около 100 души източни католици, а през 1939 техния брой е бил около 60. Нямало е храм, Литургията се е отслужвала по частни домове. Свещениците, които ги посещават през годините са епископ Кирил Куртев, отец Гаврил Беловеждов, отец Купен Михайлов, отец Игнатий Христаков. А от 1972 г. до 1993 г. те са обслужвани от енорийския свещеник на София отец Христо Пройков. Светата Литургия е отслужвана в дома на Кръстю и Мария Елкови, на Стоян Елков, а по-късно в дома на Димо и Стефка Елкови.
Формално енорията е създадена на 26 юли 1996 г. с декрет на Апостолическия екзарх Христо Пройков.
Пръв енорист е отец Благовест Вангелов, протосингел (генерален викарий) на Екзархията. След него, в енорията служат отец Петко Вълов, отците салезиани Петър Немец и Георги Свобода и отците възкресенци Яцек Вуйчик и Войчех Фарон. Настоящият енорийски свещеник е отец Яцек Вуйчик, възкресенец.

## История на параклиса
Благодарение на щедрия дарителски жест на г-жа Ирен Цибранска, Католическата екзархия получава родната ѝ къща, на ул. „Цар Освободител“ 87, в центъра на Шумен, за което е била удостоена с почетен медал от Папа Йоан-Павел Втори.
На 26 юли 1996 г. епископ Христо Пройков освещава параклиса „Света Анна“ в тази къща на тържествена Литургия, отслужена с отец Благовест Вангелов и отец Роман Котевич, на която се прочита владишкия декрет за учредяването на новата енория.
Храмов празник – 26 юли.